# John Joseph Allen

John Joseph Allen

John Joseph Allen Jr. (* 27. November 1899 in Oakland, Kalifornien; † 7. März 1995 in McCall, Idaho) war ein US-amerikanischer Politiker. Zwischen 1947 und 1959 vertrat er den Bundesstaat Kalifornien im US-Repräsentantenhaus.

## Werdegang
John Allen besuchte die öffentlichen Schulen seiner Heimat. Während des Ersten Weltkrieges diente er in der US Navy. Nach dem Krieg studierte er bis 1922 an der University of California in Berkeley unter anderem Jura. Nach seiner 1922 erfolgten Zulassung als Rechtsanwalt begann er in Oakland in diesem Beruf zu arbeiten. Von 1923 bis 1943 gehörte er dem Bildungsausschuss der Stadt Oakland an, dessen Präsident er mehrfach war. In den Jahren 1936 bis 1938 fungierte Allen als Präsident der California State School Trustees Association. Gleichzeitig schlug er als Mitglied der Republikanischen Partei eine politische Laufbahn ein. Von 1936 bis 1944 gehörte er dem Bezirksvorstand seiner Partei an. Während des Zweiten Weltkrieges war er zwischen 1942 und 1945 als Lieutenant Commander erneut in der US-Marine. Dabei wurde er unter anderem im Südpazifik eingesetzt. Nach dem Krieg war er in den Jahren 1946 und 1947 Vizepräsident der staatlichen Aufsichtskommission für die Schulbezirke.
Bei den Kongresswahlen des Jahres 1946 wurde Allen im siebten Wahlbezirk von Kalifornien in das US-Repräsentantenhaus in Washington, D.C. gewählt, wo er am 3. Januar 1947 die Nachfolge von John H. Tolan antrat. Nach fünf Wiederwahlen konnte er bis zum 3. Januar 1959 sechs Legislaturperioden im Kongress absolvieren. In diese Zeit fielen der Kalte Krieg, der Koreakrieg und innenpolitisch der Beginn der Bürgerrechtsbewegung. Im Jahr 1958 wurde Allen nicht wiedergewählt. Zwischen 1959 und 1961 war er Staatssekretär im US-Handelsministerium. Danach praktizierte er bis 1969 als Anwalt. Anschließend zog er sich in den Ruhestand zurück, den er in McCall (Idaho) verbrachte. Zwischen 1988 und 1992 war er dort Bürgermeister. Er galt als der damals älteste amtierende Bürgermeister der Vereinigten Staaten. John Allen starb am 7. März 1995 im Alter von 95 Jahren.